# Rattan
Rattan é uma cidade  localizada no estado norte-americano de Oklahoma, no Condado de Pushmataha.

## Demografia
Segundo o censo norte-americano de 2000, a sua população era de 241 habitantes.
Em 2006, foi estimada uma população de 242, um aumento de 1 (0.4%).

## Geografia
De acordo com o United States Census Bureau tem uma área de
10,3 km², dos quais 10,3 km² cobertos por terra e 0,0 km² cobertos por água. Rattan localiza-se a aproximadamente 142 m acima do nível do mar.

## Localidades na vizinhança
O diagrama seguinte representa as localidades num raio de 28 km ao redor de Rattan.